# Erlon
Erlon település Franciaországban, Aisne megyében. Lakosainak száma 284 fő (2022. január 1.). Erlon Bois-lès-Pargny, Châtillon-lès-Sons, Dercy, Marcy-sous-Marle és Voyenne községekkel határos.

## Népesség
A település népességének változása:
| Lakosok száma | 224  | 255  | 269  | 289  | 290  | 286  | 284  | 287  | 285  | 284  |
|               | 1968 | 1982 | 1990 | 2006 | 2013 | 2015 | 2017 | 2019 | 2020 | 2022 |